# Mil Marie Mougenot
Pour les articles homonymes, voir Mougenot.
 (novembre 2017).
Si vous disposez d'ouvrages ou d'articles de référence ou si vous connaissez des sites web de qualité traitant du thème abordé ici, merci de compléter l'article en donnant les références utiles à sa vérifiabilité et en les liant à la section « Notes et références ».
 (novembre 2017).
Mil Mougenot, né Jean-Louis Christian Mougenot le 15 janvier 1960 à Longwy (Meurthe-et-Moselle), est un chanteur, auteur-compositeur-interprète, et luthier français,,.

## Biographie
Mil Mougenot grandit dans une famille bi-confessionnelle, sa mère Geneviève étant catholique et son père Jacques (mort en 1998) protestant.
Étudiant aux Beaux-Arts de Nancy, il y fait la connaissance de CharlElie Couture. Celui-ci réalisera son album Minimal en 1983.
Dans les années 1980, Mil Mougenot est lauréat de l’émission Les Découvertes de TF1. On l'entend plusieurs fois par semaine sur TF1 ou Antenne 2 aux côtés de Jean-Pierre Foucault et Christophe Dechavanne, ou sur France Inter chez Jean-Louis Foulquier. Il parcourt la France de long en large avec une chanson bien placée dans les playlists et ses fréquentations d'alors ont pour noms Gainsbourg, Balavoine, Valérie Lagrange, Sapho ou Karim Kacel. Il se produit à plusieurs reprises au Printemps de Bourges (1985 – Grand Théâtre) et dans la majeure partie des salles parisiennes. En parallèle de la musique, Mil Mougenot exerce divers métiers qui lui permettent « de ne pas se couper de ses semblables », selon ses propres dires.

Mil Mougenot jouant en concert rock le 10 juin 1984 à Besançon

Dans les années 1987-1990, il change de cap. Avec la complicité de Nicolas Rastoul, multi-instrumentiste et arrangeur, Mil Mougenot s'affirme dans une veine folk/blues/rock qui lui permet de signer un contrat sur le label Dixiefrog et aux éditions Warner Chappell. Un vidéo-clip aux côtés de Bambou (ex-femme de Serge Gainsbourg) en rotation sur M6 et quelques passages télévisés plus loin, on le retrouve en ouverture des tournées d'Alain Bashung (Paris, Zénith), de Chris de Burgh (Paris, Grand Rex) ou de Ange (50 concerts en France dont l'Olympia à Paris). En 2004, avec la complicité de ses musiciens et techniciens de toujours Nicolas Rastoul, Solo Frey, un concert au New Morning à Paris lui permet de reprendre la route en tournée et de sortir un nouvel album Live. Il s'installe alors dans l'Oise.
Alors qu'il fait une pause dans sa carrière musicale, il participe en 2005 à une retraite dans un monastère. Là, coupé du monde, celui qui se décrivait jusque-là comme un « bad boy » (mauvais garçon), dressant souvent un épouvantable portrait de lui-même, relit les Évangiles et prend la décision de se réorienter sur le plan musical : Mil Mougenot se lance dans l'évangélisation par la louange.
Pionnier en matière d’initiatives d’évangélisation, il crée en 2007 un café chrétien en pleine campagne picarde. Il est également l’auteur du concept de « House Worship » (petits récitals de louange donnés chez des particuliers) et de « Louange Nomade » (récitals de louange donnés en pleine nature, sur groupe électrogène).[réf. nécessaire]
Se revendiquant avant tout comme chanteur chrétien, Mil Mougenot se produit indifféremment chez les catholiques, chez les réformés ou chez les évangéliques.
Il a rejoint la petite communauté de l’Église Réformée de France de Beauvais (Oise) où il assume le Ministère de Louange ainsi que des tâches d’entretien du Temple, ou de catéchisme avec les jeunes.[réf. nécessaire]
Mil Mougenot s'est installé en Normandie où il est devenu luthier. Il fabrique et répare des vielles à roue et propose des ateliers pour apprendre à en jouer.

## Discographie

### Albums studio
Période pop / rock
Louange chrétienne
Répertoire médiéval, celte, et traditionnel

### Singles
- 1981 : Erreur judiciaire / Rien de bien particulier (Le rock n'roll est un sport de combat)
- 1985 : Marathon Mil / J'veux pas être un scoop, Mélodie / Celluloïd
- 1987 : Chicana / Héros d'un mauvais film (paroles et musiques : Mil Mougenot), CTA / Musidisc
- 1989 : Reviendras-tu ? / Venise (paroles et musiques : Mil Mougenot), Caravage / Carrère
- 1993 : Les enfants courant d'air, Dixiefrog / New Rose
- 2017 : Comme un combattant (hymne) / Bienvenue au SU Dives-Cabourg / La valse de Tréfi, hymne et chants de Sport Union Dives Cabourg[6],[7]